# Kanda Bongo Man
Kanda Bongo Man (* 1955 in Inongo, damals Belgisch-Kongo) ist ein wichtiger kongolesischer Sänger des Soukous, dem gitarrenbetonten afrikanischen Tanzmusikstil.
Seine Texte sind in der kongolesischen Landessprache Lingála und auf Französisch gesungen und behandeln alltägliche Themen aus dem Leben und der Liebe.

## Leben und Karriere
Kanda Bongo Man – den Namen erhielt er von seinem Großvater – kam 1955 in der Stadt Inongo (Demokratische Republik Kongo; damals Belgisch-Kongo) zur Welt, als Angehöriger des Stammes der Bandundu. Der Erfinder des Tanzrhythmus „Kwassa-Kwassa“ verließ mit 18 Jahren die Schule und spielte fortan in einer lokalen Band in Kinshasa vor allem Rumba-Musik. 1976 begann er für drei Jahre in dem Orchestre Bella Mambo zu arbeiten. 1979 zog er nach Paris, wo er in einer Fensterfabrik arbeitete.
1981 brachte Kanda Bongo Man sein erstes Album Yole mit den Titeln Amour Fou und Kwassa-Kwassa heraus. Die Musik war stark rhythmisch geprägt. 1983 spielte er auf dem WOMAD-Festival in England und überzeugte auch als Tänzer. Es folgten eine Reihe von weiteren Alben, in denen er verschiedene westliche Musikeinflüsse verarbeitete, die stilistisch jedoch stets dem Soukous treu blieben. 1989 erschien mit Kwassa Kwassa ein erstes Album auf dem amerikanischen Markt, das Songs aus den in Frankreich produzierten Alben Lela lela und Sai Liza enthielt.
Wichtige Liveauftritte absolvierte er in den folgenden Jahren bei seinem zweiten Auftritt beim WOMAD-Festival im Jahr 2002, beim Glastonbury-Festival 2003 und beim Live-8-Konzert im Eden Project in Cornwall. Außerdem wirkte er dreimal (1992, 2002 und 2003) bei den Peel Sessions auf BBC Radio 1 mit.
In Paris, seinem derzeitigen Wohnort, arbeitet er auf seinem eigenen Label Bongo Man Records gemeinsam mit jüngeren Künstlern an diversen Projekten. Unter anderem kooperierte er mit dem mittlerweile in Süddeutschland lebenden Produzenten Alain Nkossi Konda für die Produktion African Rose: Volume 1, auf der verschiedene Künstler des afrikanischen Kontinents zu hören sind.

## Diskografie (Auszug)
- Iyole (1981)
- Djessy (1982)
- Amour Fou (1984)
- Malinga (1986)
- Lela Lela (1987)
- Sai Liza (1988)
- Kwassa Kwassa (1989)
- Isambe Monie (1990)
- Zing Zong (1991)
- Sango (1992)
- Soukous in Central Park (1993)
- Sweet (1995)
- Kwassa Kwassa (1995)
- Welcome to South Africa (1995)
- Zing Zong (Hannibal, 1996)
- Francophonix (1999)
- Balobi (2002)
- Swalati (2003)
- Sana (2006)
- Soukous Time (2008)